# 広重徹
廣重 徹（広重 徹、ひろしげ てつ、1928年8月28日 - 1975年1月7日）は、日本の科学史家。元日本大学教授。

## 生涯
兵庫県神戸市生まれ。旧制兵庫県立第一神戸中学校、旧制第三高等学校を経て、1952年に京都大学理学部物理学科を卒業（旧制の大学は3年制）。素粒子論を志して大学院に進学したがドロップアウトした。在学中から民主主義科学者協会の活動をした。
1957年、日本大学理工学部講師（物理学教室物理学史研究室）となり、1973年より同教授を務めた。1962年、名古屋大学より理学博士の学位を取得。現代物理学史の研究、および明治以後の日本の自然科学の社会史的研究に業績を上げたが、若くして没した。
反核運動で著名な物理学者武谷三男の三段階説を実証により否定している。

## 業績
研究者として若い頃に電磁理論の発展過程の研究など学説史的研究を発表、後年にはマルクス主義科学史の影響を受けた近代日本の科学技術推進体制をテーマとした。吉岡斉によれば、広重にとって、自分が経験した職業的な科学研究の実態を土台として、科学への過剰な評価・期待を是正することが「ライフワーク」であった。

## 私生活
1954年に三木壽子（植物学者）と結婚した。

## 著書
- 『原子と原子力の話』 日本児童文庫刊行会, 1958
- 『近代物理学史 発展の過程を中心に』 地人書館, 1960
- 『戦後日本の科学運動』 中央公論社, 1960 / こぶし文庫, 2012。吉岡斉解説
- 『科学と歴史』 みすず書房, 1965
- 『物理学史 I・II』 培風館〈新物理学シリーズ〉, 1968
- 『科学の社会史 近代日本の科学体制』 中央公論社〈自然選書〉, 1973 / 岩波現代文庫（上下）, 2002-03
- 『近代科学再考』 朝日新聞社〈朝日選書〉, 1979 / ちくま学芸文庫, 2008
- 『広重徹科学史論文集1　相対論の形成』
- 『広重徹科学史論文集2　原子構造論史』 みすず書房, 1980-81。各 西尾成子編
- 『相対性理論の起原　他四篇』岩波文庫, 2022.12。西尾成子編

### 共著・編著
- 『新しい物理学』 福田信之 共立出版, 1961
- 『日本資本主義と科学技術』 三一書房, 1962
- 『科学史のすすめ』 筑摩書房, 1970
- 『転機にたつ科学 近代科学の成り立ちとゆくえ』 竹内啓 中公新書, 1971
- 『思想史のなかの科学』 伊東俊太郎・村上陽一郎 木鐸社, 1975
　改訂版 廣池学園事業部, 1996 / 平凡社ライブラリー, 2002

### 翻訳
- ジョン・フォン・ノイマン『量子力学の数学的基礎』 井上健・恒藤敏彦共訳 みすず書房, 1957
- C.ゼーリッヒ『アインシュタインの生涯』 商工出版社, 1957、東京図書, 1969
- レフ・ランダウ/エフゲニー・リフシッツ『場の古典論』 恒藤敏彦共訳 商工出版社, 1959、のち東京図書
- ランダウ/リフシッツ『力学』 水戸巌共訳 商工出版社, 1960、のち東京図書
  - 『力学・場の理論 ランダウ＝リフシッツ物理学小教程』 ちくま学芸文庫, 2008
- エリ・ランダウ/ユ・ルーメル,ア・ジューコフ『相対性理論入門』 鳥居一雄共訳 東京図書, 1963
- フォーブス/デイクステルホイス『科学と技術の歴史 1・2』 みすず書房, 1963-64
- エリ・デ・ランダウ/ア・イ・キタイゴローツキ『万人の物理学第 1・2』 鳥居一雄共訳 東京図書, 1965
- A.K.スミス『危険と希望 アメリカの科学者運動 1945-1947』 みすず書房, 1968
- スコーンランド『原子の歴史 ドルトンから量子力学まで』 常石敬一共訳 みすず書房, 1971
- サジ・カルノー『熱機関の研究』 みすず書房, 1973、新版1980、2020
- ヘンドリック・ローレンツ『電子論』 東海大学出版会, 1973